# 브로켄의 요괴

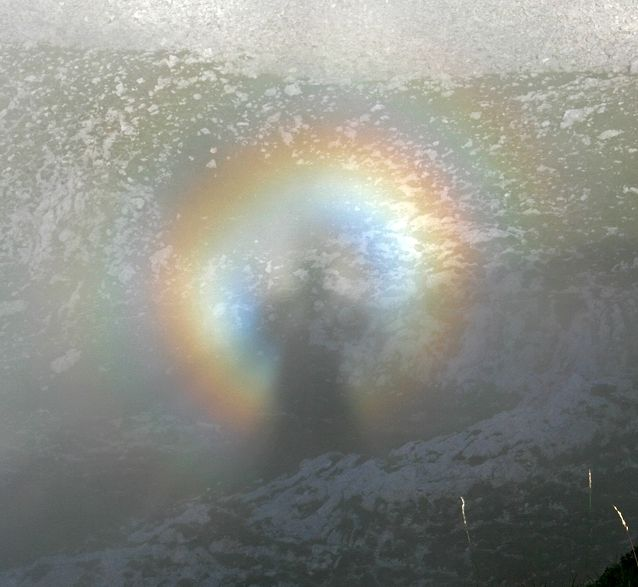
브로켄 현상

일반적으로 ‘브로켄의 환영’이라고 하는 브로켄(Brocken) 현상은 사물의 뒤에서 비치는 태양광이 구름이나 안개에 퍼져, 보는 사람의 그림자 주변에 무지개 같은 빛의 띠가 나타는 일종의 대기광학 현상이다.
독일의 브로켄 산에서 처음 발견되어 브로켄이라는 이름이 붙여졌다. 그 모습이 요괴와 같아서 브로켄의 요괴라는 이름이 붙여졌다. 발푸르기스의 밤에 브로켄 산에서 마녀들이 연회를 벌인다는 이야기가 있는데 이는 브로켄의 요괴현상을 보고 마녀들의 연회라고 생각한 것이다.

## 같이 보기
- 채운 - 태양쪽에 나타나는 무지개
- 달무지개 - 달빛에 의해 나타나는 무지개
- 무리 - 해무리와 달무리. 고층운의 육각빙정에 의해 분산되어 원형으로 만들어지는 광학현상